# Claudio Uberti
Claudio Uberti (Chiari, 9 agosto 1975) è un regista e sceneggiatore italiano.

## Filmografia
- Il viaggio di Adelina (2017)
- Oltremare - La madre dei poveri (2016)
- Rosso Mille Miglia (2015)
- Bocche inutili (2022)